# Ottorino Manni
Ottorino Manni (Fano, 27 settembre 1880 – Senigallia, 17 gennaio 1925) è stato un giornalista e scrittore italiano, anticlericale, libertario e anarchico.

## Biografia
Figlio di Enrico Manni e Leonardi Silvi Anna, all'età di sei anni e mezzo Manni si ammala gravemente con forti difficoltà motorie, che lo costringeranno per quasi tutta la vita a vivere in casa, dovendo subire a distanza di pochi anni anche l'amputazione nel 1917 della gamba sinistra e nel 1921 della destra.
Nonostante le gravi sofferenze fisiche, Manni si dedicò allo studio continuo, diventando osservatore e testimone attento del suo tempo, come autore di secondo livello, ma considerato ed apprezzato nella sua epoca.
L'attività di studio di Manni fu favorita dal padre insegnante al Ginnasio di Senigallia (AN), dove la famiglia si era trasferita da Fano e ancora prima di essere ventenne Manni si era avvicinato alle idee razionalistiche e poi gradualmente all'Anarchismo.
La scelta di Manni di aderire agli ideali anarchici risulta documentata dal 1904, Manni infatti collaborava a scrivere alcuni numeri unici locali, con il suo nome, oppure con pseudonimi come “Libertario” e “Souvarine” (pseudonimo adottato anche da altri) sui periodici: “L'Alleanza Libertaria”, “La Valanga”, “Il Libero Accordo”, “Il Conferenziere Libertario” di Roma, “L'Agitatore” di Bologna, “In Marcia” di Fano, “Lo Sprone” “Il Risveglio”, “Germinal”, “Guerra e Pace”, “Volontà” di Ancona, “Il Libertario” di La Spezia, “L'Avvenire Anarchico” di Pisa, “Il Risveglio” di Ginevra, “Pagine Libertarie” di Milano.
Manni collaborava come giornalista anche con riviste e pubblicazioni non anarchiche e per il “Fascio Socialista-Anarchico Senigalliese” si occupava dei numeri unici “Il Risveglio”, “La Riscossa” ed “Il Ribelle” usciti tra il 1908 e il 1909, dopo la prima guerra mondiale Manni contribuisce alla ricostituzione dei gruppi anarchici “P. Gori” e “Germinal” di Senigallia.
La grande produzione giornalistica portò Manni a diventare corrispondente di numerose testate prevalentemente anarchiche e, tra i fondatori di gruppi razionalisti e della sezione senigalliese del “Libero Pensiero”, curava la pubblicazione nel 1910 del numero unico “Il Faro” e del periodico razionalista “Il Solco”, uscito in diversi numeri tra il 1914 e il 1915.
Manni dedicò tutta la sua attività come pensatore e scrittore a favore della lotta per l'emancipazione degli oppressi e dei diseredati, con il fine di raggiungere la libertà sociale, ottenibile secondo il suo convincimento, solo attraverso la rivoluzione.
Manni è autore di numerosi manifesti, numeri unici e discorsi, per i gruppi anarchici di Senigallia e delle zone vicine su argomenti come anticlericalismo, antimilitarismo, astensionismo, testi rivoluzionari e interventi sul mondo del lavoro e sulla questione sociale, le cui minute sono reperibili presso la Biblioteca Manni e scritti per varie associazioni: Lega Muratori, Comitato per la Pubblica Assistenza, Lega Proletaria ex combattenti, Comitato per gli affamati della Russia, Comitato Pro vittime politiche, Arditi del Popolo – sez. Senigallia e per la sezione socialista di Mondolfo.
Manni iniziò le sue battaglie sul fronte anticlericale, successivamente l'ideale anarchico divenne prevalente.
Nei primi anni del novecento Manni era considerato punto di riferimento centrale per i libertari di Senigallia e dei paesi e zone vicine, con i suoi articoli, con i dibattiti ai quali riusciva a prendere parte e con le sue capacità organizzative, nonostante le limitazioni imposte dal suo grave stato di salute, contribuiva ad attivare e animare tutte le iniziative editoriali di stampo anarchico, pubblicate a Senigallia fino all'avvento del Fascismo.
La presa di posizione di Manni contro l'interventismo nella Grande Guerra e la sua campagna antibellica, fecero conoscere le sue idee anche in altre regioni.
Manni era in contatto epistolare con i principali esponenti anarchici del tempo e poté conoscere direttamente Luigi Fabbri ed Errico Malatesta, che gli inviò la tessera di giornalista collaboratore del quotidiano “Umanità Nova”,  ma il Fascismo limiterà la possibilità di scrivere di Manni.
Manni muore a Senigallia il 17 gennaio 1925 e nonostante il difficile momento storico fascista, ai suoi funerali partecipano oltre 2000 persone di Senigallia e delle zone vicine, numero elevato, considerando che a quel tempo la popolazione di Senigallia e frazioni contava 20.000 abitanti.
Il discorso funebre fu pronunciato dal senigalliese Sergio Sabatini, sotto il controllo delle forze dell'ordine, che al termine della commemorazione, ordinarono ai partecipanti di disperdersi, che però riuscirono a seguire la salma fino al cimitero.
Nel testamento Manni chiedeva espressamente una cerimonia laica e di destinare eventuali offerte per la stampa libertaria o ai figli dei carcerati e dettando anche il testo per la lapide: “Ottorino Manni – straziato da cento malattie – Sorretto da una sola idea – Tutto sfidò – Sempre lottò – Da forte – Le sue ossa alla terra – I suoi scritti alle genti-“.
La scomparsa di Manni venne annunciata da tutti i maggiori fogli libertari italiani, esteri e anche su alcuni giornali non anarchici e successivamente a Manni sarà intitolata una targa nei pressi di piazza Girolamo Simoncelli, una via nel centro di Senigallia e un gruppo anarchico prenderà il suo nome.